# Kenneth McKenzie
Pas d'image ? Cliquez ici

a Compétitions nationales et continentales officielles uniquement.

Dernière mise à jour le 17 septembre 2018.
Kenneth McKenzie, né le 30 décembre 1982 à Ermelo (Afrique du Sud), est un joueur de rugby à XV sud-africain qui évolue au poste de pilier (1,83 m pour 117 kg).

## Carrière
- 2006-2007 : Golden Lions
- 2007-2008 : Blagnac SCR (Pro D2)
- 2008-2010 : AS Béziers (Pro D2)